# Vitaliy Kvashuk
Vitaliy Kvashuk (tiếng Ukraina: Віталій Олегович Квашук; sinh 1 tháng 4 năm 1993 ở Kyiv, Ukraina) là một tiền vệ bóng đá Ukraina thi đấu cho Neman Grodno.

## Sự nghiệp
Kvashuk là sản phẩm của hệ thống trẻ của trường thể thao Kyivan. Anh ra mắt cho FC Metalurh khi vào sân từ ghế dự bị trong hiệp hai trước FC Dnipro Dnipropetrovsk ngày 1 tháng 12 năm 2012 ở Giải bóng đá ngoại hạng Ukraina.
Vào tháng 6 năm 2013 anh ký hợp đồng 3 năm với đội bóng khác của Giải bóng đá ngoại hạng Ukraina - FC Zorya Luhansk.